# Brachylomia albidior
Brachylomia albidior là một loài bướm đêm trong họ Noctuidae.